# Посавец, Сребренко
Сребренко Посавец (хорв. Srebrenko Posavec; 19 марта 1980, Мурска-Собота, Словения) — хорватский футболист, полузащитник. Выступал за сборную Хорватии.

## Биография
Воспитанник клуба «Мура» из своего родного города и хорватского «Вартекса». Весной 1999 года был замечен на юношеском турнире в Виареджо и приглашён в юношескую команду миланского «Интера» где выступал полгода. С ноября 1999 по февраль 2000 года провёл 5 матчей за клуб германской второй бундеслиги «Ганновер 96».
С 2000 года играл за клубы Хорватии. В течение пяти сезонов выступал за «Славен Белупо» (Копривница), в его составе играл в Кубке Интертото (2004). В сезоне 2003/04 забил 10 голов (по другим данным — 11) и вошёл в десятку лучших снайперов чемпионата Хорватии. В сезоне 2005/06 играл за «Вартекс» (Вараждин), стал третьим призёром чемпионата и финалистом Кубка Хорватии. Осенью 2006 года провёл 7 матчей в чемпионате Турции за «Анкарагюджю». Затем снова играл за «Славен Белупо», стал вице-чемпионом Хорватии (2007/08), финалистом Кубка страны (2007) и неоднократно играл в Кубке УЕФА/Лиге Европы (14 матчей и 2 гола). Весной 2011 года вернулся в клуб из Вараждина, с которым стал финалистом Кубка Хорватии. За «Славен Белупо» сыграл в чемпионатах Хорватии 186 матчей и забил 39 голов, а всего в высшем дивизионе Хорватии провёл 218 матчей и забил 41 гол.
В сезоне 2011/12 играл в высшем дивизионе Словении за «Копер». В 2013 году выступал во втором дивизионе Китая за «Хунань Сянтао», который тренировал хорватский тренер Дражен Бесек. В конце карьеры выступал за любительские клубы Австрии.
Несмотря на то, что родился в Словении, с юного возраста выступал за юношеские сборные Хорватии.
В национальной сборной Хорватии провёл один матч — 1 февраля 2006 года в игре против Гонконга (4:0) в рамках международного турнира Лунного Нового года заменил на 74-й минуте Леона Бенко.

## Достижения
- Вице-чемпион Хорватии: 2007/08
- Финалист Кубка Хорватии: 2005/06, 2006/07, 2010/11